# Rivière Sturgeon
La rivière Sturgeon, (en anglais : Sturgeon River), dénommée également rivière Esturgeon par les Franco-albertains et historiquement par les Métis Canadiens-français, est un cours d'eau qui coule dans la province de l'Alberta au Canada.
La rivière prend sa source au centre de la province. Le cours d'eau traverse ensuite la ville de Saint Albert où la rivière s'oriente vers le Nord-Est. Elle rejoint ensuite la rivière Saskatchewan Nord dans laquelle elle se jette à la hauteur de la ville de Fort Saskatchewan.